# Manulea complana
Manulea complana — вид метеликів з родини еребід (Erebidae).

## Поширення
Вид поширений в Європі, Північній Азії та Північній Америці. Віддає перевагу лісовим галявинам, пустошам та іншим теплим місцевостям з великою кількістю чагарників.

## Опис
Розмах крил — від 28 до 35 мм. Передні крила глянцево-сірі з жовто-золотистим переднім краєм. Метелики мають помаранчеву голову та комір. Кінець черевця жовтий.
Гусениці від коричнево-чорного до чорного кольору і мають два ряди помаранчевих плям, які супроводжуються білими крапками на спині. Тіло вкрите коричневою щетиною.

## Спосіб життя
Метелики літають з червня до початку вересня. Вони ведуть нічний спосіб життя, а вдень відпочивають на траві або кущах. Імаго живляться нектаром квітів. Гусениці живуть на вкритих лишайниками дубах, буках, їхньому опалому листі та вересі, але також трапляються на плодових деревах і тополях. Заселяють також вкриті лишайниками та мохом сухостої у виноградниках, вапнякові породи-черепашники, шматки граніту та гнейсу на дорожніх насипах або у вигляді обмежувальних каменів. Гусениці харчуються лишайниками.